# Tore Keller
Tore Keller (né le 4 janvier 1905 à Norrköping en Suède et mort le 15 juillet 1988 dans la même ville) est un footballeur suédois.

## Biographie
Durant sa carrière de club, il évolue durant toute sa carrière dans le club suédois de l'IK Sleipner entre 1927 et 1943.
Au niveau international, il joue avec l'équipe de Suède pendant la coupe du monde 1934 en Italie, et pendant la coupe du monde 1938 en France.